# Ramón de la Sagra
De la Sagra y Peris est un nom espagnol. Le premier nom de famille, en général paternel, est De la Sagra ; le second, en général maternel, souvent omis, est Peris.
Ramón Dionisio José de la Sagra y Peris, né le 8 avril 1798 à La Corogne (Espagne) et mort le 25 mai 1871 à Cortaillod (Suisse), est un botaniste, agronome, économiste et introducteur des idées libertaires en Espagne.
Lecteur de Pierre-Joseph Proudhon, fondateur en 1845 du premier journal anarchiste El Porvenir (« L'Avenir » en français), publié en Espagne à La Corogne,, il est présent en France lors de la Révolution de 1848.

## Œuvres
- Banque du peuple : théorie et pratique de cette institution fondée sur la doctrine rationnelle, Paris, Bureaux de la Banque du peuple, 1849, (OCLC 611543895).

## Notices
- Centre International de Recherches sur l'Anarchisme (Lausanne) : notice bibliographique.
- (es) Miguel Iñiguez, Esbozo de una Enciclopedia histórica del anarquismo español, Fundación de Estudios Libertarios Anselmo Lorenzo, Madrid, 2001, page 542.